# بازين (مدينة)
مدينة بازين هي مدينة كرواتية وهي مركز مقاطعة إستريا. تقع مدينة بازين وسط مقاطعة استريا في شمال كرواتيا،  وهي وجهة لمحبي الطبيعة ، حيث تشتهر ببيئة طبيعية وبتنوع تضاريسها، فهي تضم مجموعة من التلال والجبال والهضاب، إلى جانب الحقول الخضراء المزروعة والمتنزهات والحدائق الوطنية، كما تعتبر وجهة للاستجمام وممارسة الأنشطة المائية المختلفة مثل السباحة والغوص وركوب القوارب والزوارق. وتضم مدينة بازين أيضاً المواقع الاثرية التي تكشف عن تاريخها الثقافي والتاريخي، بالإضافة إلى الكنائس والكاتدرائيات والأبراج والقلاع.

## أهم الأنشطة في بازين[2]
- زيارة شلال زاريكي كروف
- مغامرة جبل الإنزلاق
- قلعة بازين
- كهف بازين
- متحف إستريا الاثنوغرافي

## المناخ
يظهر الجدول التالي التغييرات المناخية على مدار السنة لبازين:
| البيانات المناخية لـبازين                                | البيانات المناخية لـبازين | البيانات المناخية لـبازين | البيانات المناخية لـبازين | البيانات المناخية لـبازين | البيانات المناخية لـبازين | البيانات المناخية لـبازين | البيانات المناخية لـبازين | البيانات المناخية لـبازين | البيانات المناخية لـبازين | البيانات المناخية لـبازين | البيانات المناخية لـبازين | البيانات المناخية لـبازين | البيانات المناخية لـبازين |
| الشهر                                                    | يناير                     | فبراير                    | مارس                      | أبريل                     | مايو                      | يونيو                     | يوليو                     | أغسطس                     | سبتمبر                    | أكتوبر                    | نوفمبر                    | ديسمبر                    | المعدل السنوي             |
| -------------------------------------------------------- | ------------------------- | ------------------------- | ------------------------- | ------------------------- | ------------------------- | ------------------------- | ------------------------- | ------------------------- | ------------------------- | ------------------------- | ------------------------- | ------------------------- | ------------------------- |
| الدرجة القصوى °م (°ف)                                    | 21.4 (70.5)               | 23.0 (73.4)               | 26.5 (79.7)               | 28.8 (83.8)               | 33.7 (92.7)               | 35.6 (96.1)               | 38.6 (101.5)              | 38.7 (101.7)              | 34.8 (94.6)               | 28.8 (83.8)               | 25.2 (77.4)               | 21.6 (70.9)               | 38.7 (101.7)              |
| متوسط درجة الحرارة الكبرى °م (°ف)                        | 8.7 (47.7)                | 10.0 (50.0)               | 13.0 (55.4)               | 16.2 (61.2)               | 21.6 (70.9)               | 25.1 (77.2)               | 28.4 (83.1)               | 28.5 (83.3)               | 23.9 (75.0)               | 18.7 (65.7)               | 12.9 (55.2)               | 9.5 (49.1)                | 18.0 (64.4)               |
| المتوسط اليومي °م (°ف)                                   | 3.0 (37.4)                | 3.5 (38.3)                | 6.4 (43.5)                | 9.9 (49.8)                | 14.8 (58.6)               | 18.3 (64.9)               | 20.8 (69.4)               | 20.2 (68.4)               | 16.0 (60.8)               | 11.7 (53.1)               | 6.9 (44.4)                | 3.9 (39.0)                | 11.3 (52.3)               |
| متوسط درجة الحرارة الصغرى °م (°ف)                        | −1.9 (28.6)               | −2.1 (28.2)               | 0.5 (32.9)                | 3.9 (39.0)                | 8.1 (46.6)                | 11.4 (52.5)               | 13.3 (55.9)               | 12.9 (55.2)               | 9.6 (49.3)                | 6.1 (43.0)                | 1.9 (35.4)                | −0.9 (30.4)               | 5.2 (41.4)                |
| أدنى درجة حرارة °م (°ف)                                  | −18.7 (−1.7)              | −15.9 (3.4)               | −14.0 (6.8)               | −7.8 (18.0)               | −2.5 (27.5)               | 1.7 (35.1)                | 5.2 (41.4)                | 3.5 (38.3)                | −2.0 (28.4)               | −5.6 (21.9)               | −10.5 (13.1)              | −15.5 (4.1)               | −18.7 (−1.7)              |
| الهطول مم (إنش)                                          | 74.7 (2.94)               | 66.9 (2.63)               | 78.8 (3.10)               | 91.7 (3.61)               | 79.1 (3.11)               | 92.7 (3.65)               | 65.0 (2.56)               | 94.9 (3.74)               | 102.8 (4.05)              | 123.5 (4.86)              | 123.7 (4.87)              | 92.6 (3.65)               | 1٬066٫4 (41.98)           |
| متوسط أيام هطول الأمطار (≥ 0.1 mm)                       | 10.0                      | 8.1                       | 9.4                       | 13.1                      | 11.9                      | 12.1                      | 8.5                       | 9.1                       | 9.6                       | 10.9                      | 11.2                      | 10.4                      | 124.2                     |
| متوسط الأيام المثلجة (≥ 1.0 cm)                          | 1.5                       | 0.9                       | 0.5                       | 0.0                       | 0.0                       | 0.0                       | 0.0                       | 0.0                       | 0.0                       | 0.0                       | 0.1                       | 0.5                       | 3.6                       |
| متوسط الرطوبة النسبية (%)                                | 78.6                      | 73.0                      | 70.8                      | 71.4                      | 72.1                      | 71.9                      | 68.4                      | 70.6                      | 76.6                      | 78.6                      | 79.4                      | 79.3                      | 74.2                      |
| ساعات سطوع الشمس الشهرية                                 | 86.8                      | 118.7                     | 142.6                     | 165.0                     | 210.8                     | 222.0                     | 275.9                     | 266.6                     | 207.0                     | 151.9                     | 90.0                      | 74.4                      | 2٬011٫7                   |
| المصدر: Croatian Meteorological and Hydrological Service |                           |                           |                           |                           |                           |                           |                           |                           |                           |                           |                           |                           |                           |